# Cabila
Cabila (in arabo قبيلة‎?, qabīla ) è un termine utilizzato nelle scienze etnoantropologiche per indicare il gruppo etnico riconducibile ad una determinata tribù delle genti islamizzate.